# Gerstland (Grünenbach)
Gerstland (westallgäuerisch: Gərschdlanth) ist ein Gemeindeteil der Gemeinde Grünenbach im bayerisch-schwäbischen Landkreis Lindau (Bodensee).

## Geographie
Die Einöde liegt circa drei Kilometer südöstlich des Hauptorts Grünenbach und zählt zur Region Westallgäu.

## Ortsname
Der Ortsname bezieht sich auf das Wort Gerste und bedeutet (Siedlung am) Landstück, an dem Gerste wächst. Andere Quellen nennen einen Bezug zum schwäbischen Wort gäh für steil.

## Geschichte
Gerstland wurde erstmals im Jahr 1429 mit Els Mairin von Gerstlanden urkundlich erwähnt. 1771 fand die Vereinödung von Gerstland mit fünf Teilnehmern statt. Der Ort gehörte einst der Herrschaft Hohenegg und später der Gemeinde Ebratshofen an.